# Aermacchi Aletta-serie

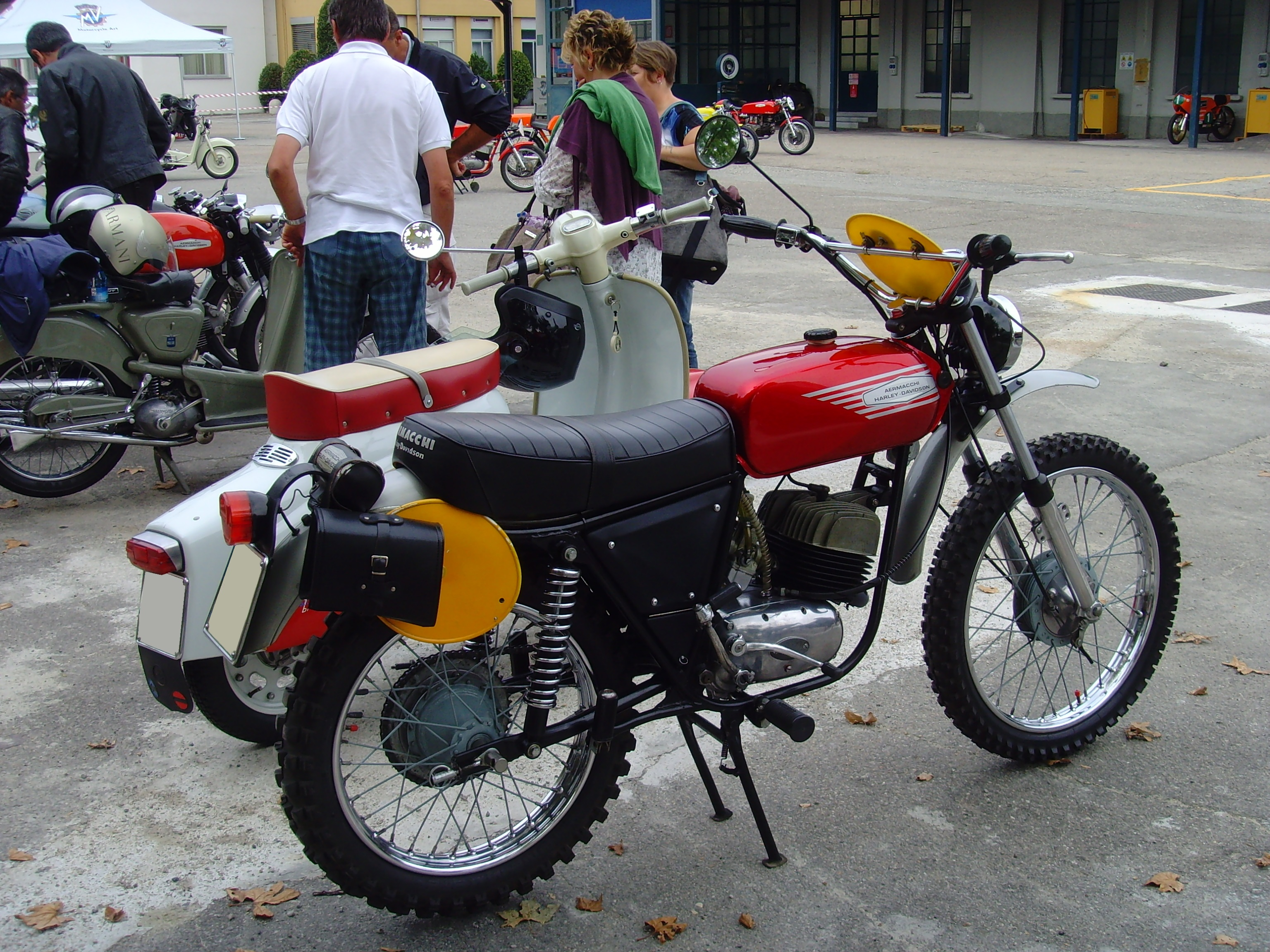
De Aermacchi 125 R/C in de "R" (Regularità) uitvoering. Om een "C" (Cross) uitvoering van te maken moest de verlichting gedemonteerd worden

De Aermacchi Aletta-serie is een kleine serie motorfietsen die door het Italiaanse merk Aermacchi. In de Verenigde Staten werd de Aermacchi Aletta verkocht onder de naam "Harley Davidson Rapido".

## Aermacchi Aletta 125/Harley Davidson Rapido 125
Harley-Davidson had sinds 1960 een aandeel van 50% in Aermacchi. Daardoor kon Harley lichte modellen in Italië laten bouwen en kon Aermacchi - zij het onder een andere merknaam - haar verkoopterrein uitbreiden.
De Aletta 125 had een luchtgekoelde tweetaktmotor van 10 pk die in het bij Aermacchi gebruikelijke ruggengraatframe hing. De machine kreeg nog steeds geen telescoopvork, maar de al vrij ouderwetse Upside Down-voorvork en een swingarm met twee veer/demperelementen aan de achterkant. Een groot succes werd het niet: van de Aletta werden in drie jaar slechts 560 exemplaren gebouwd.

## Aermacchi Aletta 125 Scrambler/Harley Davidson Rapido Scrambler 125
De Scrambler, met langere veerwegen en noppenbanden, was een vlotte, compacte machine en daar werden er 613 van gemaakt. Dat kwam waarschijnlijk door de grote populariteit van lichte scramblers in de Verenigde Staten.

## Aermacchi 125 R/C
In 1971 verscheen de 125 R/C (Regolarità/Cross), die duidelijk als opvolger van de Aletta/Rapido bedoeld was en daarom ook weleens Aletta 125 R/C genoemd werd. Er waren flinke veranderingen aangebracht. De motor kreeg een heel nieuw frame, een Ceriani telescoopvork en vijf versnellingen. De vormgeving was tamelijk hoekig. Het vermogen was fors toegenomen. Toen Harley-Davidson in 1972 het merk Aermacchi helemaal overnam werd de 125 R/C opnieuw aangepast. Hij werd in de AMF Harley-Davidson kleuren gespoten en kreeg weer rondere vormen.

## Aermacchi Aletta De Luxe
Na de 125 R/C verscheen ook een nieuwe toerversie met het nieuwe frame en de telescoopvork. De Aletta De Luxe bleef slechts twee jaar in productie. Toen werden de meeste originele Aermacchi-modellen geschrapt omdat Harley-Davidson nu 100% eigenaar van het merk was geworden. De Aletta De Luxe werd pas in 1975 vervangen door de Harley-Davidson SS 125.

## Harley-Davidson TX 125, RCX 125, SX 125 en SXT 125
In 1973 was Aermacchi volledig eigendom van AMF-Harley-Davidson en onmiddellijk werden een groot aantal modellen uit het programma geschrapt of vervangen. Er kwam een nieuwe scrambler, de TX 125, die technisch vrijwel gelijk was aan de 125 R/C, maar uiterlijk veel veranderingen onderging. Het meest in het oog sprong het hitteschild van de omhooggebogen uitlaat, dat nu een soort draadrooster werd. De Harley-Davidson TX 125 werd in een nieuw kleurpatroon gespoten. De TX had de compressieverhouding en de carburateur van de Aletta De Luxe en een 12 volt elektrische installatie. De vijfversnellingsbak stamde van de Harley-Davidson Baja SR 100. Hoewel de TX 125 slechts één jaar geleverd werd, werden er 9.9250 exemplaren gebouwd. Tegelijk met de TX 125 verscheen de technisch identieke RCX 125, die op verzoek van de Franse Aermacchi-importeur Leconte alleen voor de Franse markt werd gemaakt. Toen het nieuwe Harley-kleurenschema in 1974 werd ingevoerd op de SX 125 bleef het oude schema op de RCX 125 tot in 1976 gehandhaafd. De SX 125 was identiek aan de RX 125, op de kleur na. Ook deze machine bleef slechts één jaar op de markt. Mogelijk was de naam SX gekozen omdat de TX een aantal kinderziekten had: hij was moeilijk in de juiste versnelling te krijgen, trilde hevig bij ca. 6.000 tpm en als er benzine gemorst werd lieten de tankstickers los. De SX werd in 1975 vervangen door de SXT 125. Deze kreeg opnieuw een ander kleurenschema en een geperst stalen hitteschild over de uitlaat. Het logo op dit hitteschild bestond uit een adelaar, een fragment van de Amerikaanse vlag en het opschrift "SX 125" waardoor verwarring over het type kon ontstaan. Een aantal medewerkers van de Olympische Spelen van Montreal kreeg de beschikking over speciaal gespoten SXT 125's, rood met het olympische logo op de tank. De SXT leverde iets meer vermogen dan zijn voorgangers door een hogere compressieverhouding en een grotere carburateur.

## Harley-Davidson SS 125 en SST 125
De SS 125 uit 1975 was een gemoderniseerde versie van de Aletta De Luxe, uitgevoerd in het kleurenschema van Harley-Davidson. De motor kwam grofweg overeen met die van de SXT 125: 13 pk en een compressieverhouding van 10,8:1. De SS 125 had richtingaanwijzers. De SST 125 van 1977 had kreeg een elektronische toerenteller en een controlelampje voor de laadstroom, maar het meest in het oog springende detail was de schijfrem in het voorwiel. De compressieverhouding werd iets verlaagd naar 10,7:1. Toen Cagiva in 1978 de Italiaanse productie van Harley-Davidson overnam, werd de Cagiva SST 125 het eerste model van wat toen nog "HD-Cagiva" heette. Cagiva bleef de machine met kleine wijzigingen tot in 1984 produceren, waarbij in 1983 de naam "Aletta" zelfs weer terugkwam.

## Technische gegevens
| Aermacchi Harley-Davidson | Aletta Turismo 125/Rapido 125     | Aletta 125 Scrambler/Rapido Scrambler 125 | 125 R/C                           | De Luxe                           | TX 125                            | RCX 125                           | SX 125                            | SXT 125                           | SS 125                            | SST 125                           |
| ------------------------- | --------------------------------- | ----------------------------------------- | --------------------------------- | --------------------------------- | --------------------------------- | --------------------------------- | --------------------------------- | --------------------------------- | --------------------------------- | --------------------------------- |
| Periode                   | 1968-1971                         | 1968-1971                                 | 1971-1975                         | 1972-1973                         | 1973                              | 1973-1975                         | 1974                              | 1975-1978                         | 1975-1978                         | 1977-1978                         |
| Categorie                 | lichte toermotor                  | offroadmotor                              | enduromotor/crossmotor            | lichte toermotor                  | offroadmotor                      | offroadmotor                      | offroadmotor                      | offroadmotor                      | lichte toermotor                  | lichte toermotor                  |
| Motortype                 | tweetakt                          | tweetakt                                  | tweetakt                          | tweetakt                          | tweetakt                          | tweetakt                          | tweetakt                          | tweetakt                          | tweetakt                          | tweetakt                          |
| Bouwwijze                 | luchtgekoelde staande eencilinder | luchtgekoelde staande eencilinder         | luchtgekoelde staande eencilinder | luchtgekoelde staande eencilinder | luchtgekoelde staande eencilinder | luchtgekoelde staande eencilinder | luchtgekoelde staande eencilinder | luchtgekoelde staande eencilinder | luchtgekoelde staande eencilinder | luchtgekoelde staande eencilinder |
| boring                    | 56 mm                             | 56 mm                                     | 56 mm                             | 56 mm                             | 56 mm                             | 56 mm                             | 56 mm                             | 56 mm                             | 56 mm                             | 56 mm                             |
| slag                      | 50 mm                             | 50 mm                                     | 50 mm                             | 50 mm                             | 50 mm                             | 50 mm                             | 50 mm                             | 50 mm                             | 50 mm                             | 50 mm                             |
| Cilinderinhoud            | 123,2 cc                          | 123,2 cc                                  | 123,2 cc                          | 123,2 cc                          | 123,2 cc                          | 123,2 cc                          | 123,2 cc                          | 123,2 cc                          | 123,2 cc                          | 123,2 cc                          |
| Carburateur (Dell'Orto)   | MB 24 A                           | MB 24 A                                   | VHB 27 AS                         | MB 24 A                           | MB 24 A                           | MB 24 A                           | onbekend                          | VHB 27 AD                         | VHB 27 AD                         | VHB 27 AD                         |
| Smeersysteem              | mengsmering                       | mengsmering                               | mengsmering                       | mengsmering                       | mengsmering                       | mengsmering                       | mengsmering                       | mengsmering                       | mengsmering                       | mengsmering                       |
| Compressieverhouding      | 7,5:1                             | 7,5:1                                     | 10,3:1                            | 7,65:1                            | 7,65:1                            | 7,65:1                            | 7,65:1                            | 10,8:1                            | 10,8:1                            | 10,7:1                            |
| Max. Vermogen             | 7,4 kW/10 pk bij 6.750 tpm        | 7,4 kW/10 pk bij 6.750 tpm                | 11,4 kW/15,5 pk bij 7.500 tpm     | 7,7 kW/10,5 pk bij 7.000 tpm      | 9,2 kW/12,5 pk bij 7.200 tpm      | 9,2 kW/12,5 pk bij 7.200 tpm      | 9,2 kW/12,5 pk bij 7.200 tpm      | 9,6 kW/13 pk bij 7.000 tpm        | 9,6 kW/13 pk bij 7.000 tpm        | onbekend                          |
| Topsnelheid               | onbekend                          | onbekend                                  | onbekend                          | onbekend                          | onbekend                          | onbekend                          | onbekend                          | 104 km/h                          | 110 km/h                          | onbekend                          |
| Primaire aandrijving      | tandwielen                        | tandwielen                                | tandwielen                        | tandwielen                        | tandwielen                        | tandwielen                        | tandwielen                        | tandwielen                        | tandwielen                        | tandwielen                        |
| koppeling                 | neervoudige natte platenkoppeling | neervoudige natte platenkoppeling         | neervoudige natte platenkoppeling | neervoudige natte platenkoppeling | neervoudige natte platenkoppeling | neervoudige natte platenkoppeling | neervoudige natte platenkoppeling | neervoudige natte platenkoppeling | neervoudige natte platenkoppeling | neervoudige natte platenkoppeling |
| versnellingen             | 4                                 | 4                                         | 5                                 | 4                                 | 5                                 | 5                                 | 5                                 | 5                                 | 5                                 | 5                                 |
| Secundaire aandrijving    | ketting                           | ketting                                   | ketting                           | ketting                           | ketting                           | ketting                           | ketting                           | ketting                           | ketting                           | ketting                           |
| Rijwielgedeelte           | ruggengraatframe                  | ruggengraatframe                          | dubbel wiegframe                  | dubbel wiegframe                  | dubbel wiegframe                  | dubbel wiegframe                  | dubbel wiegframe                  | dubbel wiegframe                  | dubbel wiegframe                  | dubbel wiegframe                  |
| Voorvork                  | Upside Down-voorvork              | Upside Down-voorvork                      | telescoopvork                     | telescoopvork                     | telescoopvork                     | telescoopvork                     | telescoopvork                     | telescoopvork                     | telescoopvork                     | telescoopvork                     |
| Achtervork                | swingarm                          | swingarm                                  | swingarm                          | swingarm                          | swingarm                          | swingarm                          | swingarm                          | swingarm                          | swingarm                          | swingarm                          |
| Remmen                    | trommelremmen                     | trommelremmen                             | trommelremmen                     | trommelremmen                     | trommelremmen                     | trommelremmen                     | trommelremmen                     | trommelremmen                     | trommelremmen                     | schijfrem voor, trommelrem achter |
| Tankinhoud                | 10 liter                          | 10 liter                                  | 8 liter                           | onbekend                          | onbekend                          | onbekend                          | onbekend                          | 10,5 liter                        | 10,5 liter                        | 10,5 liter                        |
| Droog gewicht             | onbekend                          | onbekend                                  | 107 kg                            | onbekend                          | 103 kg                            | 103 kg                            | onbekend                          | 110 kg                            | 112 kg                            | onbekend                          |